# Xanthorrhoea resinosa
Xanthorrhoea resinosa är en grästrädsväxtart som beskrevs av Christiaan Hendrik Persoon. Xanthorrhoea resinosa ingår i släktet Xanthorrhoea och familjen grästrädsväxter. Inga underarter finns listade i Catalogue of Life.

## Bildgalleri

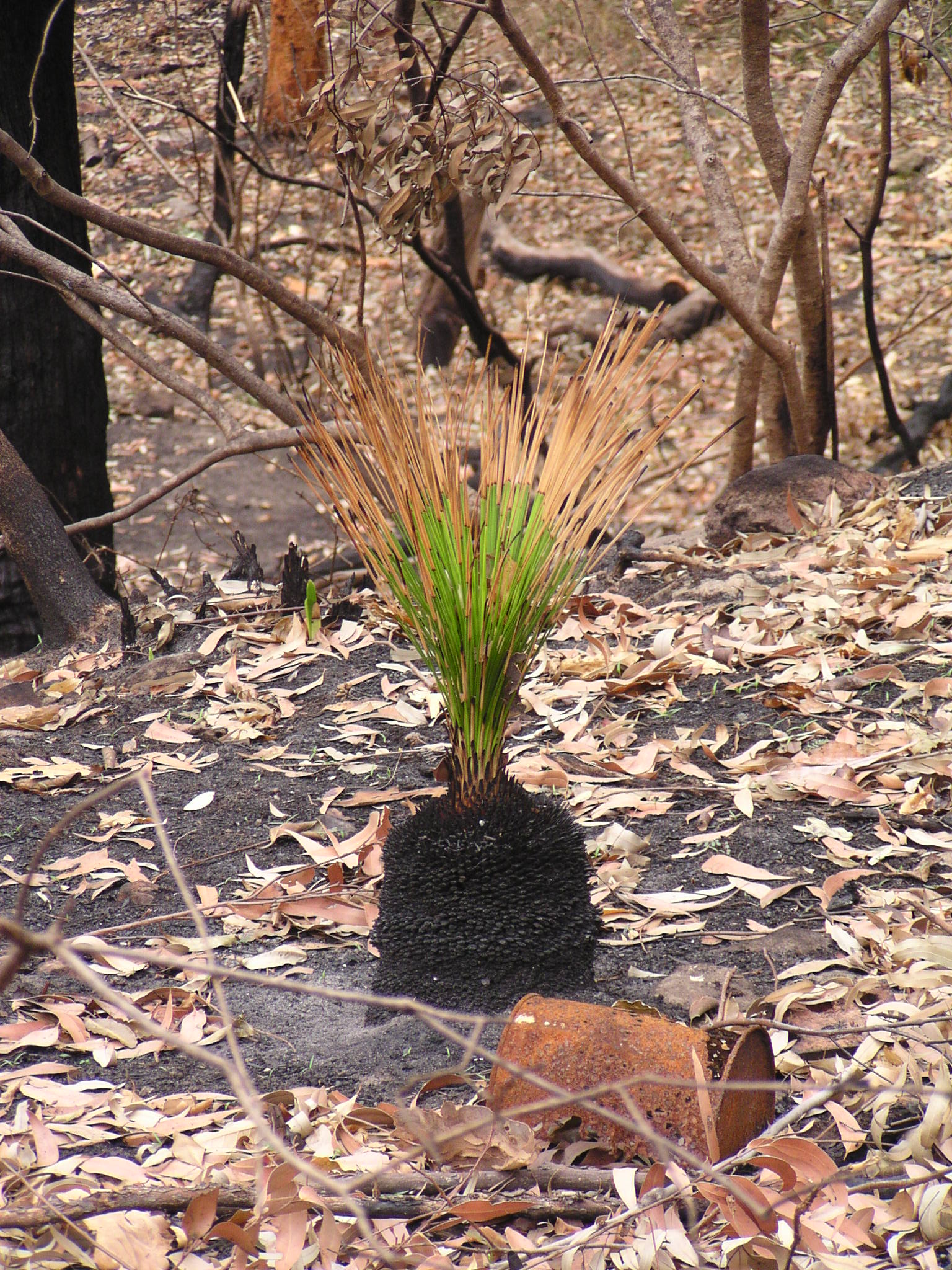
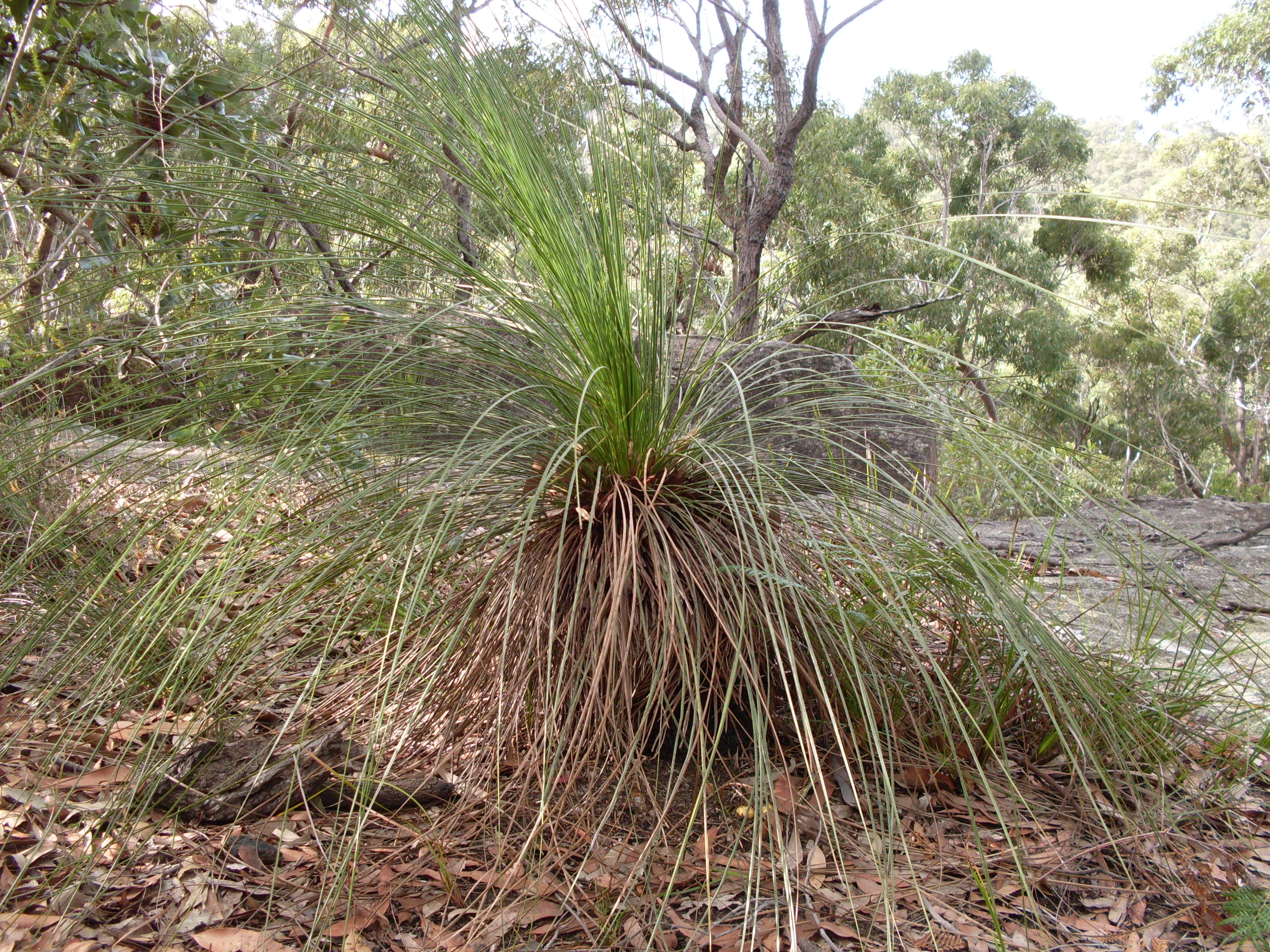